# Nebela collaris
Nebela collaris ist eine Schalenamöbe aus der Gattung Nebela. Sie wird im Deutschen auch als Halsring-Schalenamöbe bezeichnet. Die Art ist häufig und kommt in Moosrasen, insbesondere in Torfmoosen, vor.

## Merkmale
Nebela collaris ist 95 bis 180 Mikrometer groß. Die Art ist gelblich und stark zusammengedrückt. Ihre Oberfläche ist mit Diatomeenresten und Schuppen bedeckt. Von gefressenen Euglypha-Arten rühren evtl. vorhandene Kieslschüppchen her.

## Belege